# صابوغة أوروبية
صابوغة أوروبية (الاسم العلمي: Sprattus sprattus) (بالإنجليزية: European sprat)‏ هي نوع من الأسماك تتبع جنس الصابوغة من فصيلة الرنكات.